# Saint-Aubin-des-Bois (Calvados)
Saint-Aubin-des-Bois ist eine französische Gemeinde mit 221 Einwohnern (Stand: 1. Januar 2022) im Département Calvados in der Region Normandie. Sie gehört zum Arrondissement Vire und zum Kanton Vire Normandie. Die Einwohner werden als Saintaulnais bezeichnet.

## Geografie
Saint-Aubin-des-Bois ist die westlichste Gemeinde des Départements Calvados. Sie liegt rund 73 km südwestlich von Caen, direkt an der Grenze zum Département Manche. Umgeben wird die Gemeinde von Beslon im Nordwesten und Norden, Noues-de-Sienne in gesamter östlicher Richtung, Boisyvon im Süden sowie Saint-Maur-des-Bois im Südwesten und Westen.

## Bevölkerungsentwicklung
| Jahr                             | 1793 | 1836 | 1876 | 1926 | 1946 | 1968 | 1990 | 2016 |
| Einwohner                        | 636  | 660  | 588  | 446  | 408  | 351  | 230  | 237  |
| Quelle: Cassini, EHESS und INSEE |      |      |      |      |      |      |      |      |

## Sehenswürdigkeiten
- Kirche Saint-Aubin aus dem 15. Jahrhundert; im Kircheninneren sind zwei Baldachine sowie zwei Grabsteine aus dem 17. Jahrhundert als Monument historique klassifiziert[3][4][5][6]
- Herrenhaus aus dem 19. Jahrhundert